# Ga Sangil-dong
Ga Sangil-dong (Tiếng Hàn: 상일동역, Hanja: 上一洞驛) là ga trên Tàu điện ngầm vùng thủ đô Seoul tuyến 5 nằm ở Sangil-dong và Godeok-dong, Gangdong-gu, Seoul, Hàn Quốc.

## Lịch sử
- 15 tháng 11 năm 1995: Đoạn giữa Ga Wangsimni ~ Ga Sangil-dong trên Tàu điện ngầm Seoul tuyến 5 được khai trương và bắt đầu hoạt động như ga cuối cùng.
- 29 tháng 9 năm 2014: Việc xây dựng bắt đầu trên Tuyến Hanam đoạn Ga Sangil-dong ~ Ga Hanam Pungsan [1]
- 8 tháng 8 năm 2020: Đoạn giữa Ga Sangil-dong ~ Ga Hanam Pungsan trên Tàu điện ngầm vùng thủ đô Seoul tuyến 5 (không bao gồm Ga Gangil) trở thành ga trung gian với việc mở rộng phần mở rộng. Đồng thời, mở thêm lối ra 2, 3, 6, 7, thay đổi lối ra 2 -> lối ra 4, lối ra 3 -> lối ra 5, lối ra 4 -> lối ra 8.

## Bố trí ga
| Godeok ↑                  |
| ４３ \| ２１ \|           |
| ↓ Gangil (↓ Depot Godeok) |

| １ | ●Tuyến 5 | ← Hướng đi Gangdong · Cheonho · Gwanghwamun · Sân bay Quốc tế Gimpo · Banghwa |
| ２ | ●Tuyến 5 | ← Hướng đi Gangdong · Cheonho · Gwanghwamun · Sân bay Quốc tế Gimpo · Banghwa |
| ３ | ●Tuyến 5 | → Kết thúc tại ga này                                                         |
| ４ | ●Tuyến 5 | → Hướng đi Misa · Hanam Geomdansan →                                          |

## Vùng lân cận
- Lối thoát 1: Trung tập học tập Godeok Lifelong, trung tâm dịch vụ cộng đồng Godeok 2-dong, Jugong Apts. phức hợp 2, 8
- Lối thoát 2: Chợ Saemaeul, Jugong Apts. phức hợp 2
- Lối thoát 3: Trường tiểu học Goil, trung tâm thể thao Kodeok, trung tâm phúc lợi cho người khiếm thị Hàn Quốc, Jugong Apts. phức hợp 3, 5, 6
- Lối thoát 4: Bưu điện Godeok, đồng cảnh sát Godeok, Jugong Apts. phức hợp 3, 4, 7

## Xung quanh nhà ga
| Lối ra \| 나가는 곳 \| Exit \| 出口 | Lối ra \| 나가는 곳 \| Exit \| 出口 |
| ----------------------------------- | --- |
| Lối ra 1, 2, 7, 8                   | |
| 1                                   | Godeok Grassium (101~139) Trung tâm cộng đồng Godeok 2-dong Hướng tới Trung tâm học tập suốt đời Godeok Trường tiểu học Gangdeok Trường dạy tiếng Hàn (Woo Seong-won) Trường trung học Gwangmun Trường trung học Godeok                                                                |
| 2                                   | Godeok Grassium (140~153) Trường tiểu học Godeok |
| 7                                   | Godeok Arteon (336~341) I-Park Godeok Forest APT Công viên I-Trung tâm Godeok Godeok Lotte Castle Beneruce Khu vực Godeok Bưu điện Godeok-dong Trung tâm cộng đồng Sangil-dong |
| 8                                   | Trung tâm Nông nghiệp Đô thị Farmix |
| Lối ra 3, 4, 5, 6                   | |
| 3                                   | Godeok Grassium (140~153) |
| 4                                   | Godeok Rien Park 1~2 Godeok Central Prugio Chợ truyền thống Godeok |
| 5                                   | Godeok Arteon (301~335) Godeok Xi APT Trường tiểu học Goil Trung tâm thể thao xã hội Godeok Trung tâm phúc lợi người khiếm thị Hàn Quốc Hướng Công viên Hangang khu vực Gangil (River Park) Godeok Rien Park 3 Trường tiểu học Gangmyeong Trung tâm thể thao thanh thiếu niên Gangdong |
| 6                                   | Godeok Arteon (301~335) |